# Zürcher Handball-Meisterschaft 1930
Die Zürcher Handball-Meisterschaft 1930 war die erste Austragung der Zürcher Handball-Meisterschaft. Der Jüdische TV Zürich zog sich nach drei verlorenen Spielen zurück. Die Meisterschaft wurde vom FC Blue Stars Zürich organisiert. Das Sporthaus Olympia Zürich stiftete für den Sieger einen Wanderpreis. Es wurde bemängelt, dass ausser den vier Vereinen keiner wusste, dass solch eine Meisterschaft durchgeführt werden sollte, und daher der Titel «Stadtzürcherische Handball-Meisterschaft» nicht passend sei.

## Modus
Es wurde eine Doppelrunde jeder gegen jeden gespielt.

## Rangliste
| Pl.                                |  | Verein                       | Sp. | S | U | N | Tore   | Diff. | Punkte |                          |
| ---------------------------------- |  | ---------------------------- | --- | - | - | - | ------ | ----- | ------ | ------------------------ |
| 1.                                 |  | TV Kaufleute Zürich          | 5   | 4 | 1 | 0 | 021:90 | +12   | 09:10  | Zürcher Meister          |
| 2.                                 |  | FC Blue Stars Zürich         | 5   | 2 | 1 | 2 | 00:00  | ±0    | 05:50  |                          |
| 3.                                 |  | Deutsche Turnerschaft Zürich | 5   | 2 | 0 | 3 | 00:00  | ±0    | 04:60  |                          |
| 4.                                 |  | Jüdischer TV Zürich          | 3   | 0 | 0 | 3 | 02:120 | −10   | 00:60  | Mannschaft zurückgezogen |
| Quelle: Sport, Stand: 18. Mai 1930 |  |                              |     |   |   |   |        |       |        |                          |

## I. Runde

### 1. Spieltag
| Sonntag, 23. März 1930 13:00 Uhr | TV Kaufleute Zürich | 5:1   | Jüdischer TV Zürich | Sportplatz Heiligfeld, Zürich |
| Sonntag, 23. März 1930 13:00 Uhr |                     | (?:1) | Barenholz           | Sportplatz Heiligfeld, Zürich |
| Sonntag, 23. März 1930 13:00 Uhr | [ 4 ]               |       |                     | Sportplatz Heiligfeld, Zürich |

| Sonntag, 23. März 1930 | Deutsche Turnerschaft Zürich | 5:1 | FC Blue Stars Zürich | Sportplatz Heiligfeld, Zürich |
| Sonntag, 23. März 1930 |                              |     |                      | Sportplatz Heiligfeld, Zürich |
| Sonntag, 23. März 1930 |                              |     |                      | Sportplatz Heiligfeld, Zürich |

### 2. Spieltag
| Sonntag, 30. März 1930 | FC Blue Stars Zürich | 0:5 | TV Kaufleute Zürich |  |
| Sonntag, 30. März 1930 |                      |     |                     |  |
| Sonntag, 30. März 1930 |                      |     |                     |  |

| Sonntag, 30. März 1930 | Deutsche Turnerschaft Zürich | 3:0 | Jüdischer TV Zürich |  |
| Sonntag, 30. März 1930 |                              |     |                     |  |
| Sonntag, 30. März 1930 |                              |     |                     |  |

### 3. Spieltag
| Sonntag, 27. April 1930 Geplant: 6. April 1930 | FC Blue Stars Zürich | 4:1 | Jüdischer TV Zürich |  |
| Sonntag, 27. April 1930 Geplant: 6. April 1930 |                      |     |                     |  |
| Sonntag, 27. April 1930 Geplant: 6. April 1930 | [ 6 ]                |     |                     |  |

| Sonntag, 27. April 1930 Geplant: 6. April 1930 | TV Kaufleute Zürich | 3:2 | Deutsche Turnerschaft Zürich |  |
| Sonntag, 27. April 1930 Geplant: 6. April 1930 | (2:1)               |     |                              |  |
| Sonntag, 27. April 1930 Geplant: 6. April 1930 | [ 6 ]               |     |                              |  |

## II. Runde

### 1. Spieltag
| Sonntag, 11. Mai 1930 Geplant: 27. April 1930 | FC Blue Stars Zürich | 1:1 | TV Kaufleute Zürich |  |
| Sonntag, 11. Mai 1930 Geplant: 27. April 1930 | (1:1)                |     |                     |  |
| Sonntag, 11. Mai 1930 Geplant: 27. April 1930 | [ 7 ]                |     |                     |  |

| Sonntag, 11. Mai 1930 Geplant: 27. April 1930 | Jüdischer TV Zürich | 0:3 | Deutsche Turnerschaft Zürich |  |
| Sonntag, 11. Mai 1930 Geplant: 27. April 1930 | (Forfait)           |     |                              |  |
| Sonntag, 11. Mai 1930 Geplant: 27. April 1930 | [ 7 ]               |     |                              |  |

- Das Spiel wurde aus der Wertung gestrichen, da sich JTV zurückzog.

### 2. Spieltag
| Sonntag, 18. Mai 1930 Geplant: 4. Mai 1930 | TV Kaufleute Zürich | 7:5 | Deutsche Turnerschaft Zürich |  |
| Sonntag, 18. Mai 1930 Geplant: 4. Mai 1930 | (4:4)               |     |                              |  |
| Sonntag, 18. Mai 1930 Geplant: 4. Mai 1930 | [ 3 ]               |     |                              |  |

### 3. Spieltag
| Geplant: 13. April 1930 | FC Blue Stars Zürich | Sieg: Blue Stars | Deutsche Turnerschaft Zürich |  |
| Geplant: 13. April 1930 |                      |                  |                              |  |
| Geplant: 13. April 1930 | [ 8 ]                |                  |                              |  |